# Sybra sumatrensis
Sybra sumatrensis är en skalbaggsart som beskrevs av Stefan von Breuning 1943. Sybra sumatrensis ingår i släktet Sybra och familjen långhorningar. Inga underarter finns listade i Catalogue of Life.